# Tour Gloriette

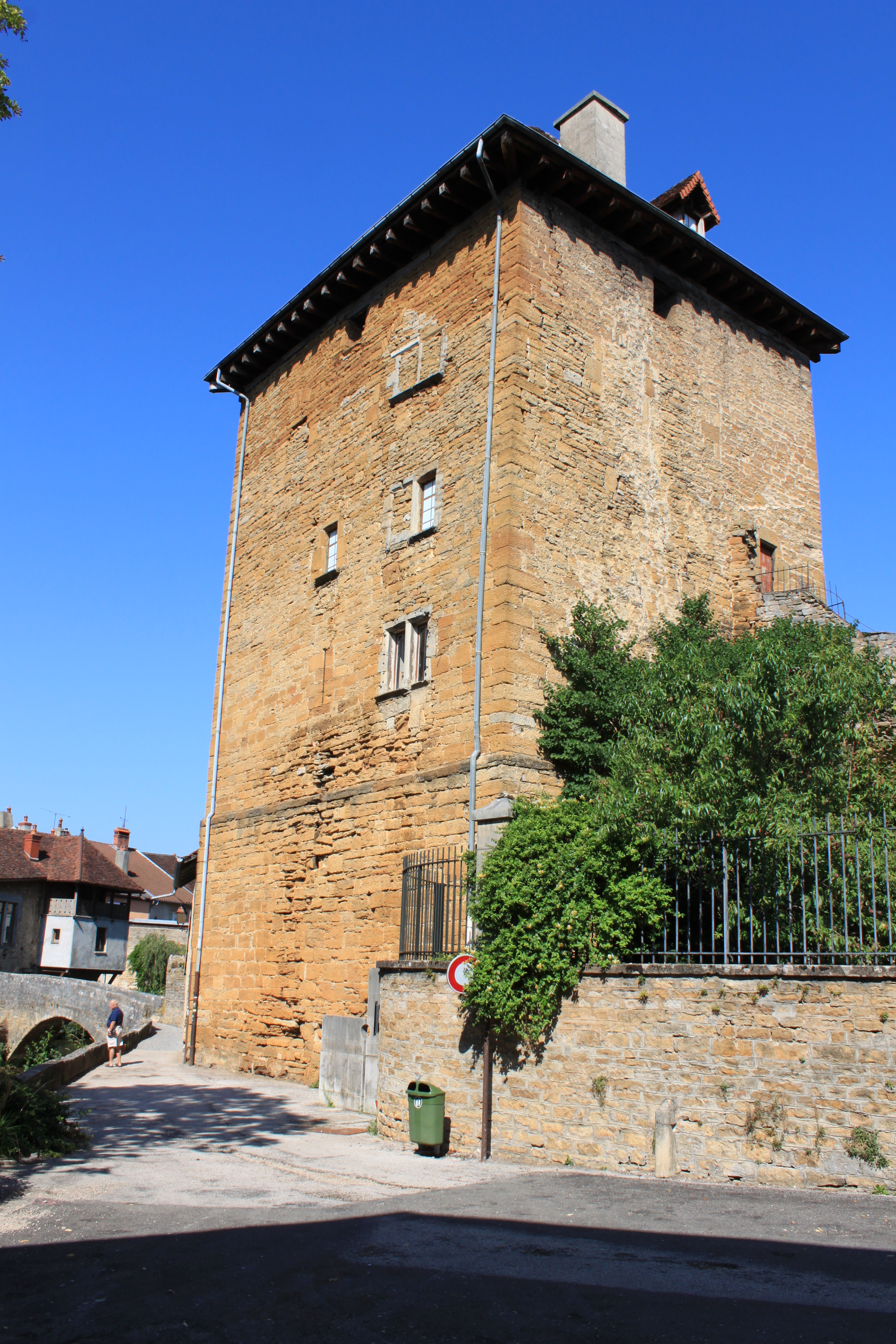
Tour Gloriette in Arbois

Die Tour Gloriette (von französisch tour „Turm“) in Arbois, einer französischen Stadt im Département Jura in der Region Bourgogne-Franche-Comté, wurde im 16. Jahrhundert errichtet. Der Turm ist seit 1927 ein geschütztes Baudenkmal (Monument historique).
Ursprünglich wurde der Turm im 13. Jahrhundert als wichtiges Element der 1,2 Kilometer langen Stadtbefestigung von Arbois erbaut. Nach schweren Beschädigungen durch ein Hochwasser der Cuisance im Jahr 1503 wurde der Turm neu errichtet. Der quadratische Turm ist 17 Meter hoch und 11 Meter breit.